# 王礼恒
王礼恒（1938年12月26日—），男，江苏镇江人，中国导弹动力技术和航天工程管理专家。

## 生平
1962年毕业于上海交通大学。2003年当选为中国工程院院士。